# Unibrachium columbianum
Unibrachium columbianum är en ringmaskart som beskrevs av Southward 1972. Unibrachium columbianum ingår i släktet Unibrachium och familjen skäggmaskar. Inga underarter finns listade i Catalogue of Life.